# 中間低鰭鯧
中間低鰭鯧為輻鰭魚綱鱸形目鯧亞目鯧科的其中一種，分布於東太平洋區，從墨西哥至秘魯海域，棲息深度2-275公尺，體長可達25公分，棲息環境從沿岸至大陸坡，可做為食用魚。

## 擴展閱讀
維基物種上的相關：中間低鰭鯧